# Тања Кочовска
Тања Кочовска (Скопље, 21. јануар 1967) је македонска позоришна, филмска, телевизијска и гласовна глумица и певачица.

## Биографија
Тања Кочовска рођена је 21. јануара 1967. године у Скопљу. Дипломирала је 1989. године на Факултету драмских уметности у Скопљу у класи професора Љубише Георгијевског. Од 1991. године ради у Драмском позоришту у Скопљу, 1993. прелази у Позориште за децу и омладину у Скопљу, а затим 2017. прелази у Македонско народно позориште. Добитница је бројних награда. Бавила се и певањем до 1993. године, а бави се и синхронизацијом на српски и македонски језик у студију „Кларион”. Ћерка је бивших чланова групе „Мањифико” Панчета и Невене Кочовски. Њена сестра је певачица Лидија Кочовска.

## Филмографија
| Год.       | Назив                       | Улога      |
| ---------- | --------------------------- | ---------- |
| 1988.      | Пут на југ                  |            |
| 1990.      | Македонски народни приказни |            |
| 1992.      | Еурека                      |            |
| 1993.      | Светло сиво                 | пљачкашица |
| 1999.      | Во светот на бајките        |            |
| 1999.      | Наше маало                  | Кармен     |
| 2003.      | Битолски лакрдии            |            |
| 2011.      | Трето па машко              |            |
| 2018-2021. | Преспав                     | Стојна     |
| 2018.      | Година на мајмунот          | директорка |
| 2022.      | Тин Камп                    | Мајка      |
| 2024.      | Убиј ги прво децата         | Милена     |

## Улоге у српским синхронизацијама
| Цртани филм                            | Улога                  |
| -------------------------------------- | ---------------------- |
| Анималија (Кларион)                    |                        |
| Барбини дневници (Кларион)             | Дон                    |
| Барби у божићној причи (Кларион)       | Иден Старлинг          |
| Барби Палчица (Кларион)                | Барби, Џанеса, Виолета |
| Барби и три мускетара (Кларион)        |                        |
| Барби: Школа за принцезе (Кларион)     | Диленси                |
| Барби: Савршени Божић (Кларион)        | Кристи Клосон          |
| Емили Џоли                             | Гилберт, Чаробница     |
| Јеж Алфред на задатку                  | споредне улоге         |
| Мала принцеза (Кларион)                |                        |
| Мала сирена                            | Видра                  |
| Мери Кејт и Ешли у акцији              | споредне улоге         |
| Мис Спајдер и дечица из Сунчане долине | Шприцко                |
| Мистерије госпође Малард               | споредне улоге         |
| Хорсленд (Кларион)                     | Клои, Тини             |
| Чаробне зубне виле                     | споредне улоге         |
| Чаробница Лили                         | споредне улоге         |